# 혼조시 (아키타현)
혼조시(本荘市)는 일본 아키타현 동해에 위치했던 시이다.
2005년 3월 22일에 유리군 야시마정 ·이와키정 ·유리정 ·니시메정 ·조카이정 ·히가시유리정 ·오우치정과 합병해 유리혼조시가 성립해 소멸하였다.

## 역사
- 1889년 4월 1일 : 정촌제 시행과 함께 유리군 혼조정이 성립하였다.
- 1954년 3월 31일 : 유리군 고요시촌, 오토모촌, 이와자와촌, 미나미우테쓰촌, 기타우테쓰촌, 마쓰가사키촌을 편입과 동시에 시로 승격해, 혼조시가 되었다.
- 2005년 3월 22일 : 유리군 이와키정, 유리정, 니시메정, 히가시유리정, 오우치정과 합병해 유리혼조시가 되어 폐지하였다.

## 교통

### 철도
- 동일본 여객철도
  - 우에쓰 본선
- 유리 고원 철도
  - 조카이 산록선

### 도로
- 국도 7호선
- 국도 105호선
- 국도 107호선
- 국도 108호선
- 국도 341호선
- 국도 398호선